# Trinny Woodall
Trinny Woodall (Londen, 8 februari 1964) is een Britse tv-persoonlijkheid, journaliste, auteur en televisiepresentatrice. Ze is meest bekend als de presentator van What Not to Wear en Trinny & Susannah Undress met Susannah Constantine.